# Добсон, Алфред
А́лфред То́мас Ка́ррик До́бсон (англ. Alfred Thomas Carrick Dobson; 28 марта 1859 — 22 октября 1932), также известный как Ал(ь)ф Добсон (англ. Alf Dobson) — английский футболист, защитник. Выступал за футбольные клубы «Ноттс Каунти» и «Коринтиан», а также за национальную сборную Англии.

## Биография
Родился в Басфорде (пригород Ноттингема). Служил в Британской армии (1-й Ноттингемширский стрелковый добровольческий корпус), был лейтенантом. Занимался семейным фабричным бизнесом.
Был трижды женат, первые две его жены умерли в браке с ним. Его единственный сын от первого брака был убит в 1915 году во время Первой мировой войны.
Младший брат Алфреда Чарльз Добсон также был футболистом и играл за «Ноттс Каунти» и сборную Англии.
Умер в октябре 1932 года в Бистоне (Ноттингемшир).

## Футбольная карьера
На клубном уровне играл за клуб «Ноттс Каунти». В качестве гостя выступал за «Коринтиан».
18 февраля 1882 года дебютировал за национальную сборную Англии в матче против сборной Ирландии. В этой игре сборная Англии одержала самую крупную победу в своей истории, разгромив ирландцев со счётом 13:0. В матче было забито два хет-трика, их авторами стали Говард Вотон (забивший пять голов) и Артур Браун (забивший четыре гола)
23 февраля 1884 года провёл свою вторую игру за сборную Англии. Это был матч первого розыгрыша Домашнего чемпионата Великобритании, в котором Англия на стадионе «Баллинафей Парк» в Белфасте разгромила сборную Ирландии со счётом 8:1.
15 марта 1884 года провёл третий матч за сборную Англии — против сборной Шотландии на стадионе «Кэткин Парк» в Глазго. Шотландцы одержали в той игре победу со счётом 1:0.
17 марта 1884 года Добсон провёл свою финальную четвёртую игру за сборную. В ней сборная Англии разгромила сборную Уэльса со счётом 4:0.